# Live 8 Barrie
Il 2 luglio 2005 uno dei concerti del Live 8 si è tenuto al Park Place di Barrie, nella provincia canadese dell'Ontario in Canada. Barrie si trova a 100 km (62 miglia) a nord di Toronto.
L'evento, noto anche come "Live 8 Toronto" o "Live 8 Canada".
È stato seguito da 35.000 spettatori, ossia l'intera capienza di Park Place, classificandosi all'8º posto tra i 10 concerti del Live 8 per numero di presenze.

## Artisti in ordine di apparizione
Gli artisti che hanno preso parte al Live Aid sono indicati con l'asterisco (*).
- Dan Aykroyd e Tom Green (Ospiti, presentazioni)
- Tom Cochrane - "Life Is A Highway", "No Regrets"
- Sam Roberts - "Brother Down", "Bridge to Nowhere", "Hard Road"
- Bryan Adams* - "Back To You", "Open Road", "This Side Of Paradise", "All for Love/Tears Are Not Enough"
- DobaCaracol (featuring K'naan) - "Nakilé", "Amazone", "Anda", "Soobax", "Until The Lion Learns To Speak"
- Simple Plan - "Shut Up!", "Jump", "Addicted", "Welcome to My Life"
- Bruce Cockburn - "If I Had a Rocket Launcher", "Call It Democracy", "Waiting For A Miracle"
- Les Trois Accords - "Hawaiienne", "Loin D'ici", "Turbo Sympathique"
- Randy Bachman & The Carpet Frogs - "Hey You", "You Ain't Seen Nothin' Yet", "Takin' Care of Business"
- Deep Purple - "Highway Star", "Smoke on the Water", "Hush"
- African Guitar Summit
- Great Big Sea - "Donkey Riding", "Excursion Around The Bay"
- Céline Dion1 - "Love Can Move Mountains"
- Blue Rodeo - "Heart Like Mine", "Try", "Are You Ready"
- Gordon Lightfoot - "Restless", "If You Could Read My Mind", "Let It Ride"
- Our Lady Peace - "Bird on a Wire", "Where Are You", "Innocent"
- Jet - "You're Like This", "Look What You've Done", "Are You Gonna Be My Girl"
- Jann Arden - "Where No One Knows Me", "Willing To Fall Down", "Good Mother"
- Mötley Crüe - "Kickstart My Heart", "Home Sweet Home", "Dr. Feelgood"
- The Tragically Hip - "My Music At Work", "Ahead By A Century", "Poets" (con Dan Aykroyd)
- DMC*2 3 - "Machine Gun", "All Along the Watchtower", "Walk This Way"
- Barenaked Ladies - "Brian Wilson", "If I Had $1,000,000"
- Neil Young* - "Four Strong Winds" (con Pegi Young), "When God Made Me", "Rockin' in the Free World" (assieme ad altri artisti), "O Canada"

1 (via satellite da Las Vegas)
2 (esibitosi come membro dei Run DMC al Live Aid)
3 (il chitarrista della sua band di supporto era Elliot Easton, dei The Cars, una band che ha suonato al Live Aid; la sezione ritmica era degli Aerosmith: il batterista Joey Kramer e il bassista Tom Hamilton; Josh Todd, cantante dei Buckcherry, ha contribuito anche come voce, come ha fatto l'attore Gary Dourdan)